# Глобальный индекс рабства
Глобальный индекс рабства (англ. Global Slavery Index) — индекс оценивающий численность людей живущих в современном рабстве в 167 странах мира. На данный момент на официальном сайте опубликован третий выпуск глобального индекса рабства. По его оценкам 45,8 млн людей по всему миру находятся в современном рабстве, 58 % находятся в пяти странах: Индия, Китай, Пакистан, Бангладеш, Узбекистан. Индекс был создан международной группой экспертов по борьбе с рабством и торговлей людьми Walk Free Foundation при содействии Gallup.

## Список стран с самой высокой долей их населения в современном рабстве
- Северная Корея
- Узбекистан
- Камбоджа
- Индия
- Катар
- Пакистан
- Демократическая Республика Конго
- Судан
- Ирак
- Афганистан
- Йемен
- Сирия
- Южный Судан
- Сомали
- Ливия
- Центральноафрика́нская Респу́блика
- Мавритания
- Гаити
- Доминиканская Республика
- Мьянма
- Бангладеш

## Структура отчета глобального индекса рабства
Уязвимости
Какие факторы объясняют или предсказывают распространенность современного рабства?
Правительственный ответ
Какие действия предпринимает правительство страны в отношении ликвидации современного рабства?
Размер проблемы
Оценка распространенности современного рабства по странам и данные относительно численности людей находящихся в рабстве